# Förgepatony
Förgepatony (szlovákul Fregova Potôň vagy Förgeho Potôň) Diósförgepatony része, korábban önálló falu Szlovákiában a Nagyszombati kerületben, a Dunaszerdahelyi járásban.

## Fekvése
Dunaszerdahelytől 3 km-re nyugatra fekszik.

## Történelme
1397-ben "Gyospothon" néven említik először. 1524-ben II. Lajos oklevelében a Gellei székhez tartozó falvak között szerepel. 10 lakott és 2 lakatlan porta, valamint 4 zsellértelek volt a községben 1535-ben. Az 1574-es urbáriumban 16 jobbágy, 4 zsellér és 2 nemesi portát említenek. 1599-ben a falu földjeinek nagyobb része a Pálffy család tulajdona lett. 1646-ban 22 lakott és 11 üres porta állt a településen. Az időközben reformátussá lett faluban 1672-ben még működhetett lelkész, de 1674-től ezt ismét megtiltották. 1711-ben a kuruc harcokban elpusztult környező települések Hegypatony, Homokospatony és Felszerpatony lakói is ide költöznek. 1712-ben 15 lakott portája és 4 zsellértelke volt. 1742-ben Bél Mátyás Diós-Patonyként említi a falut. 1758-ban 24 jobbágyi és kisnemesi telek volt itt. 1828-ban 56 házában 401 lakos élt. Diós- és Förgepatony falvakat 1850 körül egyesítették. 1866-ban nyílt meg a református iskola, 1870-ben pedig felépült a református templom. 1895-ben elérte a falut a vasútvonal is.
Vályi András szerint: "Förge Patony. Magyar falu Poson Vármegyében, földes Ura Gróf Pálfy, és több Uraságok, lakosai katolikusok, fekszik Sz. Mihályfának szomszédságában, Diós, és Bögöly Patonyhoz is közel, határja 2 nyomásbéli, tiszta rozsot terem leginkább, erdeje, réttye nints, piatza Somorján van."
Fényes Elek szerint: "Patony (Förge), magyar f., Poson vgyében: 127 kath., 22 ref., 27 zsidó lak., nemesi curiákkal."